# George Pirtea
George Marian Pirtea (sinh ngày 24 tháng 7 năm 1996) là một cầu thủ bóng đá người România thi đấu cho Mioveni ở vị trí tiền vệ.